# Eurosta latifrons
Eurosta latifrons är en tvåvingeart som först beskrevs av Friedrich Hermann Loew 1862.  Eurosta latifrons ingår i släktet Eurosta och familjen borrflugor. Inga underarter finns listade i Catalogue of Life.